# Herrenhaus Buchenbachhof
Der Buchenbachhof ist ein ehemaliges Herrenhaus südöstlich von Birkmannsweiler, einem Stadtteil der Stadt Winnenden im baden-württembergischen Rems-Murr-Kreis. Von dem Hof ist nur noch das 1739 neu gebaute Hauptgebäude vorhanden.

## Lage
Das Anwesen steht auf wenig über 290 m ü. NHN im Talgrund des unteren Buchenbächles am rechten Hangfuß. Es ist weniger als hundert Meter von der Bebauungsgrenze von Birkmannsweiler entfernt und etwa 300 Meter vom Lauf des den Bach aufnehmenden Buchenbachs im Südwesten. Im Osten erhebt sich ein bewaldeter Berghang, der schon zu den Berglen gehört.

## Architektur
Die älteste erhaltene Ansicht des Herrenhauses findet sich in Andreas Kiesers Forstlagerbuch von 1686. Das schlossartige Hauptgebäude bestand aus zwei mächtigen Flügeln aus Fachwerk, die durch einen Querbau miteinander verbunden waren. Das Hauptgebäude war vermutlich mit einem wassergefüllten Burggraben umgeben. Hinter dem Hauptgebäude dürfte sich ein Weiher befunden haben, der durch einen aufgestauten Bach gespeist wurde. Der Damm mit Durchlass ist bei Kieser deutlich zu sehen. Gegenüber dem Hauptgebäude lagen die Wirtschaftsgebäude. Diese waren durch eine Mauer und ein Tor geschützt. Die Zufahrt erfolgte durch ein weiteres turmartiges Torhaus. Auf der Westseite des Herrenhauses befand sich eine Kelter mit einem Dachreiter, einer Schlagglocke und einer Wetterfahne.

## Geschichte

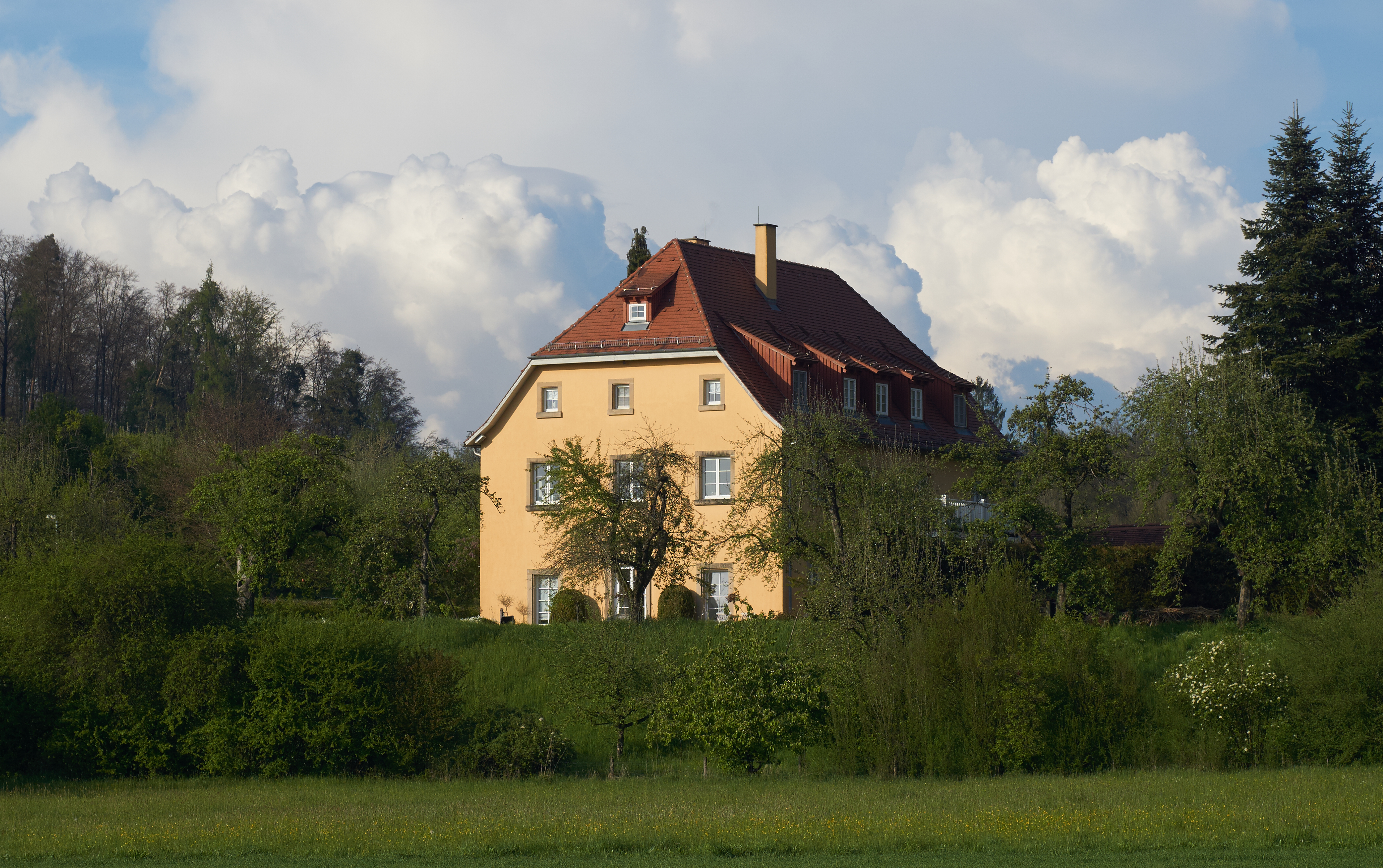
Das heutige Forsthaus Buchenbachhof (Zustand 2017)

Wer den Buchenbachhof einst erbaute, ist unklar. Als erste Besitzer sind die Herren von Yberg 1442 überliefert. Die Yberger waren seit 1354 Edelknechte in Diensten des Hauses Württemberg und besaßen die Burg Altwinnenden, welche sich ganz in der Nähe befindet. Im Spätmittelalter verlor Altwinnenden immer mehr an Bedeutung und verfiel, während sich der Buchenbachhof zu einer komfortablen Anlage entwickelte. Mitte des sechzehnten Jahrhunderts gehörte der Buchenbachhof Georg von Bernhausen, welcher sich nach dem Hof Bernhausen zu Buchenbach nannte. 1584 veräußerte dessen Witwe Maria, geborene Gaisberger, die Anlage an den Geheimrat Melchior Jäger von Gärtringen (1544–1611). Schon 1587 veräußerte Jäger von Gärtringen den Hof an Johann Jakob Breuning. Dieser wurde im Jahre 1614 Obervogt von Waiblingen. Breunings Erben, die Breuning von Buchenbach, werden im Jahre 1620 als württembergische Vasallen aufgeführt. 1659 verkaufte Hans Ernst Imhof und Catharine, geborene Breuning, das Herrenhaus für 15.000 fl. an Johann Leonhard Breitschwert, der dem Ritterkanton Kocher angehörte (Breitschwert von Buchenbach). Von der Familie Breitschwert erwarb 1711 Eberhard Friedrich Freiherr von Neipperg, kaiserlicher Generalfeldmarschall das Gut. Dessen Sohn, Wilhelm Reinhard Reichsgraf von Neipperg verkaufte es 1728 um 24.000 fl. an den Prinzen Karl Alexander von Württemberg, den späteren Herzog von Württemberg. Dieser starb unerwartet 1737. In der Folgezeit wurde die Gestalt des Hofs grundlegend geändert. 1739 wurde das Hauptgebäude abgerissen und durch einen Neubau ersetzt. Die übrigen Gebäude wurden nach und nach ebenfalls abgerissen. 1807 kam der Hof an die königliche Hofdomänenkammer. 1830 wurde der Buchenbachhof an Privatleute veräußert. Um 1830 standen noch fünf Nebengebäude, um 1904 noch drei, die heute ebenfalls verschwunden sind. Deutlich sichtbar ist heute noch der Staudamm des Fischweihers mit dem Durchlass. Das Gebäude dient heute als Forsthaus.

Wappen der früheren Besitzer
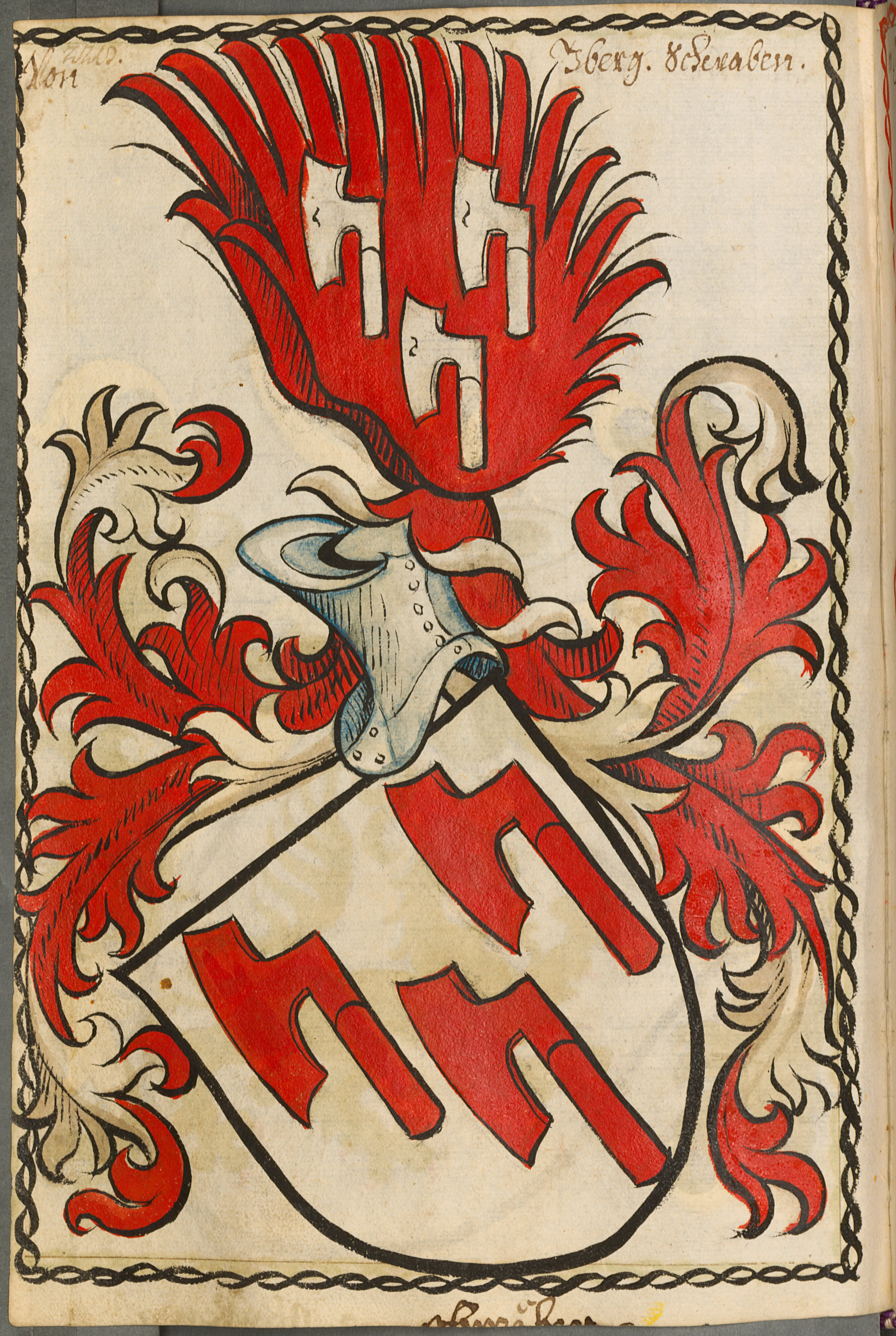
Die Herren von Yberg
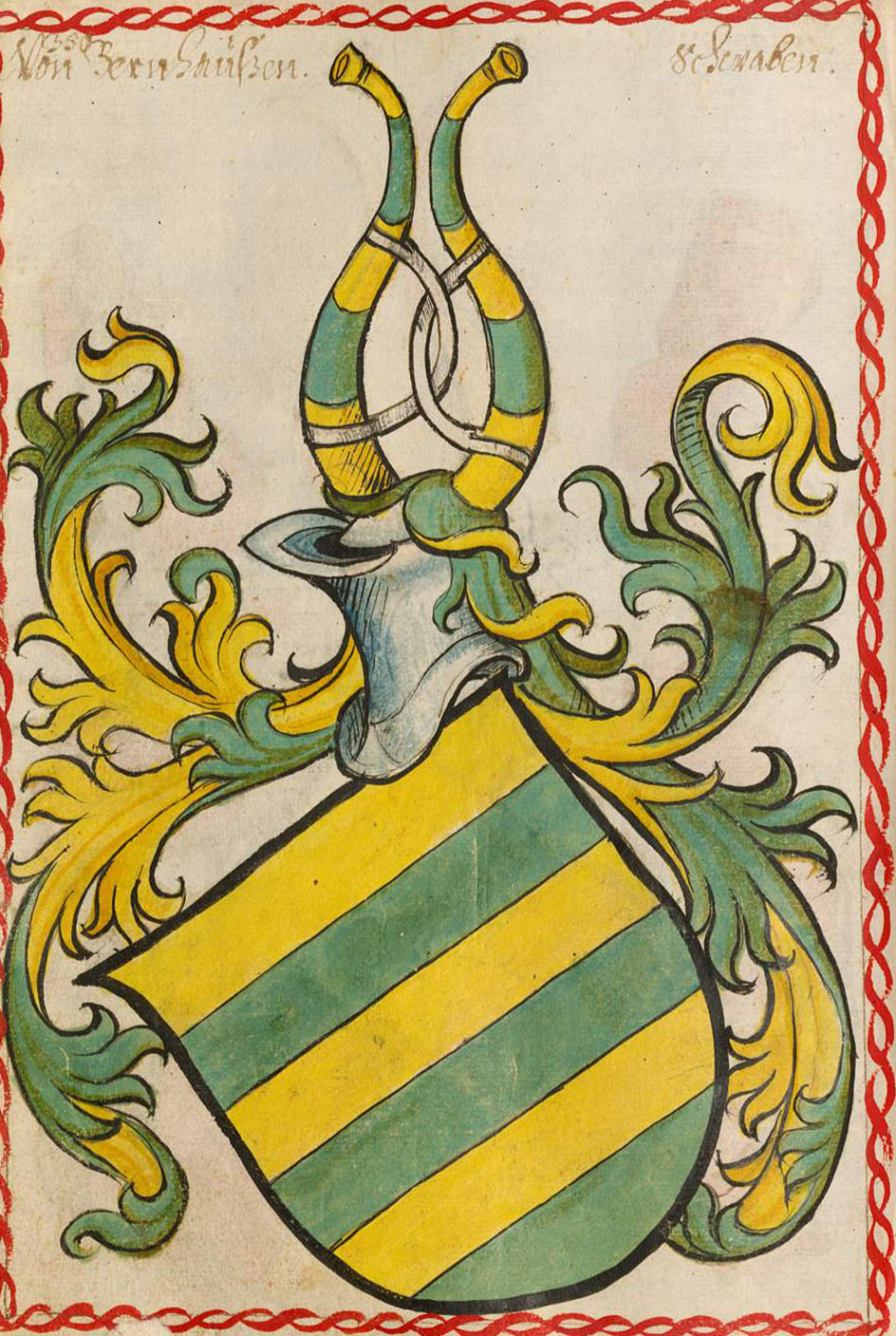
Bernhausen von Buchenbach
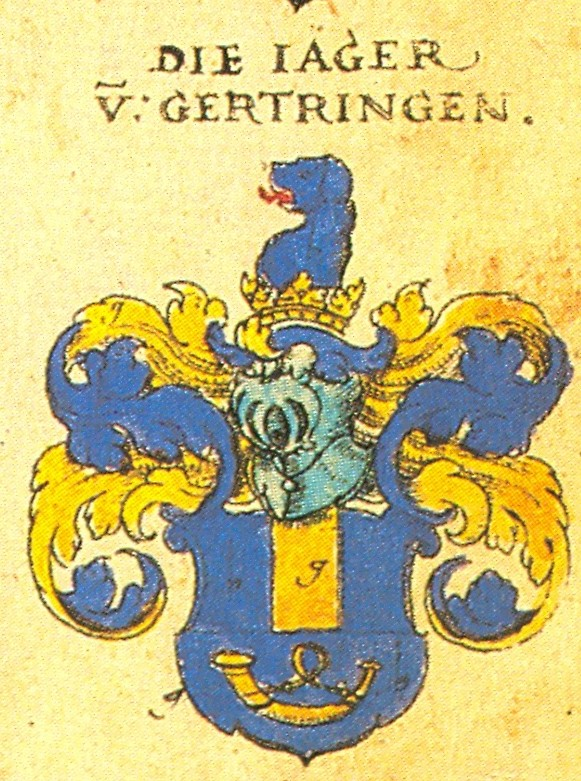
Jäger von Gärtringen
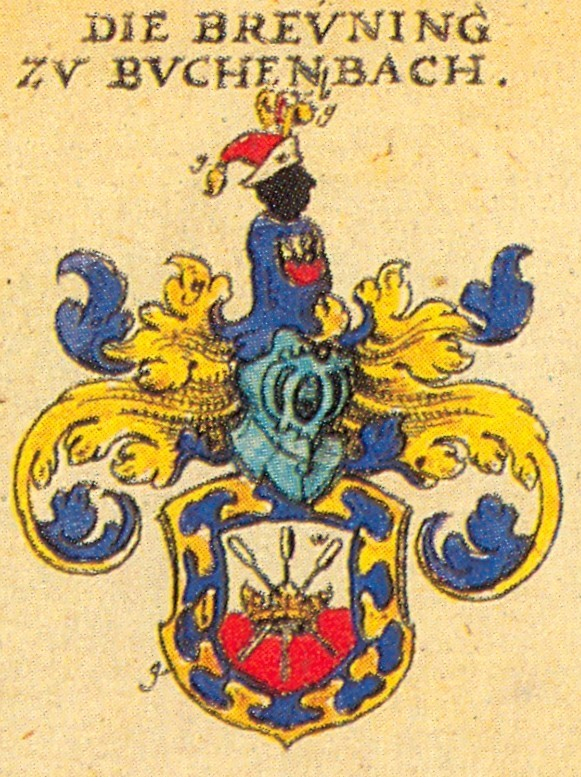
Breuning zu Buchenbach
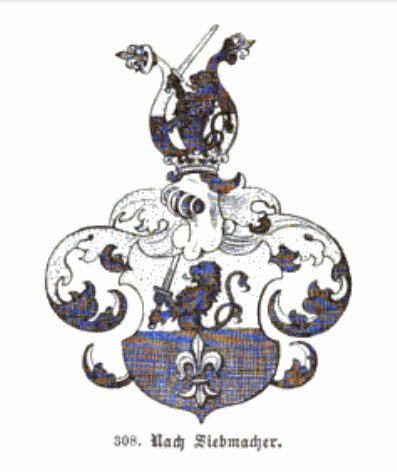
Breitschwert von Buchenbach
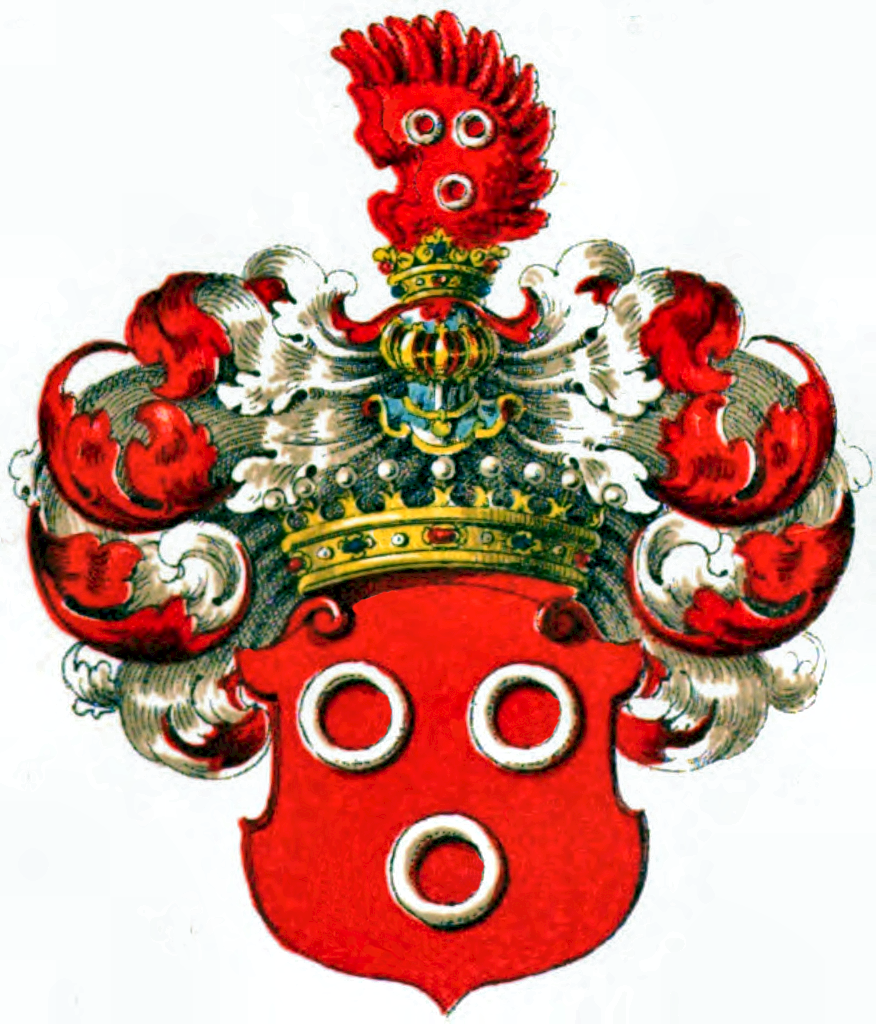
Grafen von Neipperg
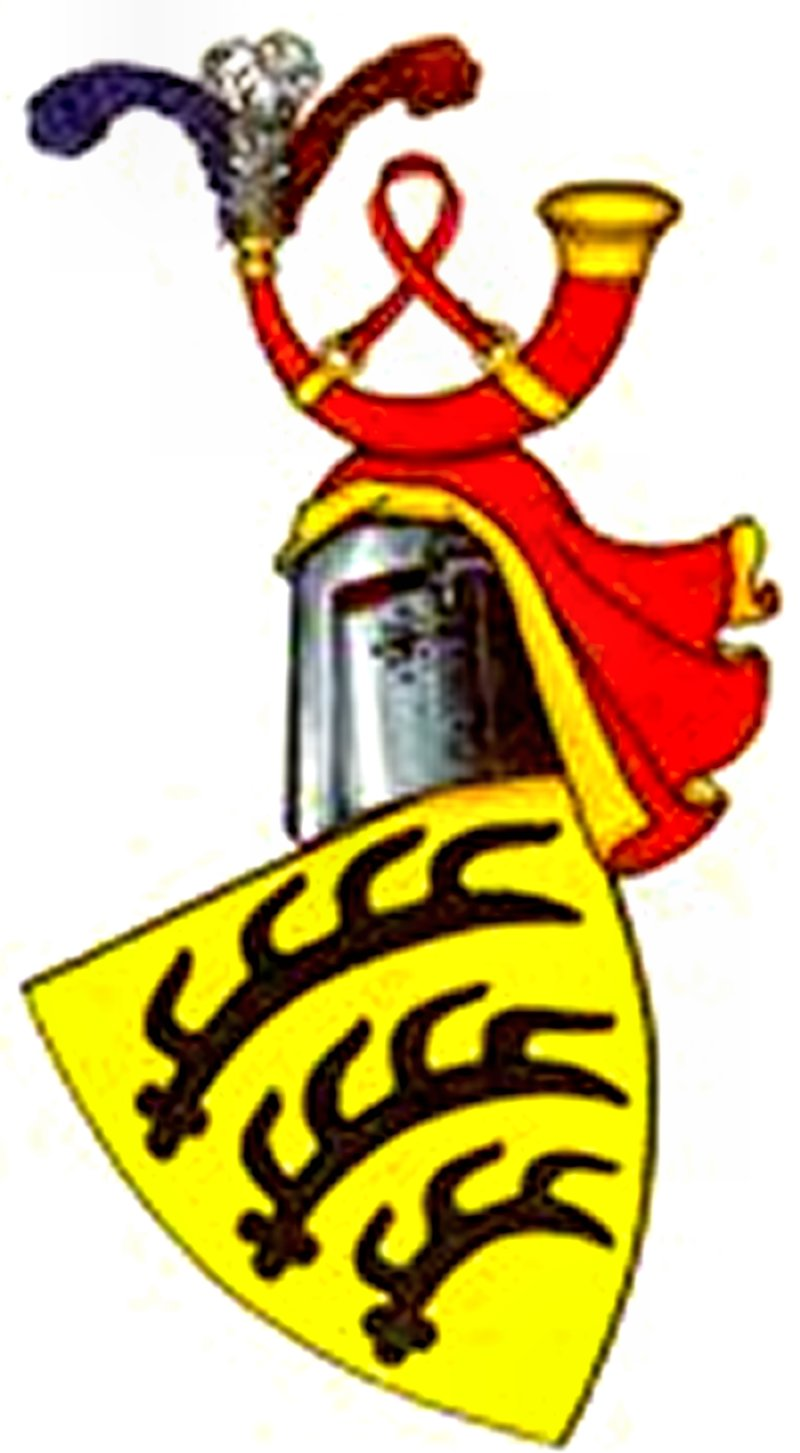
Haus Württemberg